# Kontaktverbot (Zivilrecht)
Ein Kontaktverbot ist das Verbot, Kontakt zu dem Opfer aufzunehmen (auch per Telefon, E-Mail etc.) oder sich ihm und/oder seiner Wohnung in einem bestimmten Umkreis zu nähern. Hierzu gehört auch das Aufsuchen von bestimmten anderen, auch öffentlich zugänglichen Orten, an denen sich das Opfer regelmäßig aufhält.
Grund ist der Schutz des Opfers vor Beeinträchtigungen bzw. Schädigungen wie beispielsweise Belästigungen, Angriffen, Freiheitsberaubungen und Nachstellungen durch den Aggressor. Diese Maßnahmen dienen somit der Prävention hiervor. Für das Aussprechen eines Kontaktverbotes reicht eine einfache Gefahrenprognose. Hier ist beispielsweise das Verhalten des Aggressors in der Vergangenheit und dessen gegenwärtiger emotionaler Zustand zu prüfen. Wichtig ist dabei aus Sicht des Betroffenen das sofortige Erwirken einer einstweiligen Anordnung beziehungsweise im Vorfeld die Einschaltung der Polizei, um weitere Folgen durch unerwünschte Kontakte zu vermeiden.
Ein Kontaktverbot kann ein Amtsgericht auf Antrag des Klägers nach § 1 und § 2 Gewaltschutzgesetz erlassen.
Das Kontaktverbot ist in der Regel zeitlich befristet.
Verstößt ein Antragsgegner gegen die erwirkten Gewaltschutzanordnungen nach § 1 GewSchG, macht er/sie sich strafbar (§ 4 GewSchG). Das Gesetz sieht in diesem Falle Freiheitsstrafen bis zu zwei Jahren oder Geldstrafe vor (bis 30. September 2021 lag die Höchststrafe bei einem Jahr). Damit ist das Gewaltschutzgesetz Teil des Nebenstrafrechts. Neben der Strafbarkeit nach § 4 GewSchG kann noch die Strafbarkeit nach anderen Vorschriften treten (§ 4 Satz 2 GewSchG), wie Straftaten gegen die sexuelle Selbstbestimmung oder Körperverletzungsdelikte. § 4 GewSchG ist ein Offizialdelikt, so dass keine Verweisung auf den Privatklageweg möglich ist. Die Strafbarkeit gilt seit 1. Oktober 2021 auch dann, wenn das Kontaktverbot durch gerichtlichen Vergleich zu Stande kam.
Kontaktverbote durch Gerichte sind im Rahmen des Gewaltschutzgesetzes oder des BGB → Unterlassungsklage möglich.
Die Polizei kann im Rahmen der Gefahrenabwehr ein vorläufiges Kontaktverbot aussprechen (zum Beispiel wegen häuslicher Gewalt, Stalking).
Davon muss der Platzverweis durch die Polizei, der kein Kontaktverbot ist, unterschieden werden; er kann aber zusätzlich ausgesprochen werden.